# Badefols-sur-Dordogne
Badefols-sur-Dordogne é uma comuna francesa na região administrativa da Nova Aquitânia, no departamento Dordonha. Estende-se por uma área de 6,06 km². Em 2010 a comuna tinha 216 habitantes (densidade: 35,6 hab./km²).